# Уляницкий, Владимир Антонович
Уляницкий Владимир Антонович (1854 или 1855 — 1920) — русский юрист, историк, доктор международного права (1900), профессор.

## Биография
Родился 30 января (11 февраля) 1854 года (или в 1855 году ) в Москве, в дворянской семье. 
После окончания 3-й Московской гимназии поступил на Юридический факультет Московского университета, где был отмечен золотой медалью за сочинение на заданную тему «О поземельном налоге». В 1874 году по окончании университета со степенью кандидата прав, был оставлен при кафедре государственного права с 1 ноября 1875 по 1 ноября 1877 года для приготовления к профессорскому званию. Заинтересовался международным правом и в 1877 году сдал по нему магистерский экзамен. 
С 1878 по 1899 год работал в Московском главном архиве Министерства иностранных дел. В 1883 году защитил диссертацию на степень магистра международного права на тему «Очерки дипломатической истории Восточного вопроса. Дарданеллы, Босфор и Черное море в XVIII веке», которая в 1885 году была отмечена Уваровской премией.
С 1885 по 1899 год читал лекции по теории международного права и специальный курс по истории дипломатии в должности приват-доцента на кафедре международного права Московского университета. С 1888 года — член Археографической комиссии Министерства народного просвещения. Одновременно был сотрудником отделов внешней политики в газетах «Русский курьер», «Земство», «Московский телеграф», «Русские ведомости». 
В 1893 году стал членом Московского археологического общества.
В сентябре 1899 года Уляницкого, по его ходатайству, назначили приват-доцентом кафедры международного права Харьковского университета, где он наряду с преподавательской деятельностью работал над докторской диссертацией «Русские консульства за границей в XVIII веке», которую защитил в феврале 1900 года в Московском университете. В том же году был назначен ординарным профессором Харьковского университета.
В 1901 году был переведён ординарным профессором (впоследствии — заслуженный профессор) на кафедру международного права Томского университета, был избран председателем состоявшего при университете юридического общества. 
С 1911 года и до своей смерти в 1920 году преподавал в Казанском университете.
Исследовал проблемы международного права и истории дипломатии. Как теоретик придерживался позитивистского метода, хотя и не всегда последовательно.